# Midway (Utah)
Midway ist ein Ort im Wasatch County im US-Bundesstaat Utah und ist einer der Ausgangspunkte zum nordischen Wintersportgebiet von Soldier Hollow sowie zum Wasatch Mountain State Park. Das U.S. Census Bureau hat bei der Volkszählung 2020 eine Einwohnerzahl von 6003 ermittelt.
Midway liegt am östlichen Rand der Wasatch Range, in der verschiedene Sportarten der Olympischen Winterspiele 2002 ausgetragen wurden. Am östlichen Ortsrand fließt der Provo River, ein Zufluss des südwestlich gelegenen Utah Lake. Die nächstgelegenen größeren Gemeinden sind das etwa 5 km östlich gelegene Heber City sowie das etwa 45 km nordwestlich gelegene Salt Lake City.
Die Bevölkerungsschätzung des United States Census Bureau prognostizierte für Midway für das Jahr 2022 eine Bevölkerung von 6217 Einwohnern, während bei der Volkszählung im Jahr 2020 eine Bevölkerung von 6003 Einwohnern ermittelt wurde.
Die Gemeinde erhielt ihren Namen aufgrund ihrer zentralen Lage in einem landwirtschaftlich geprägten Bezirk. Für die Gemeinde ist seit dem Jahr 1864 ein Postamt nachgewiesen.

## Persönlichkeiten
- Arthur Vivian Watkins (1886–1973), Politiker